# Heilpflanze

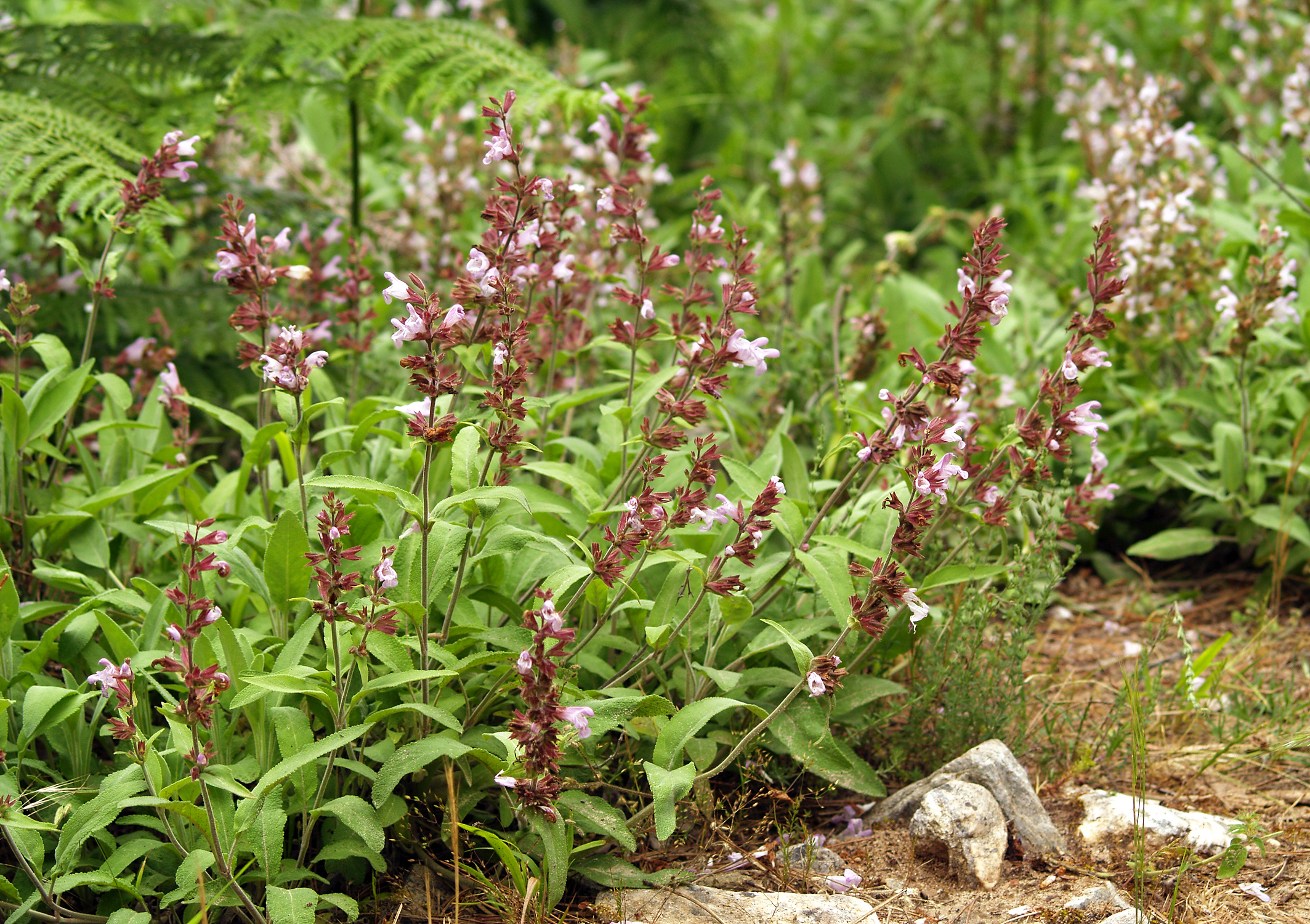
Eine verbreitet angewendete Heilpflanze ist Salbei (z. B. Salvia officinalis)

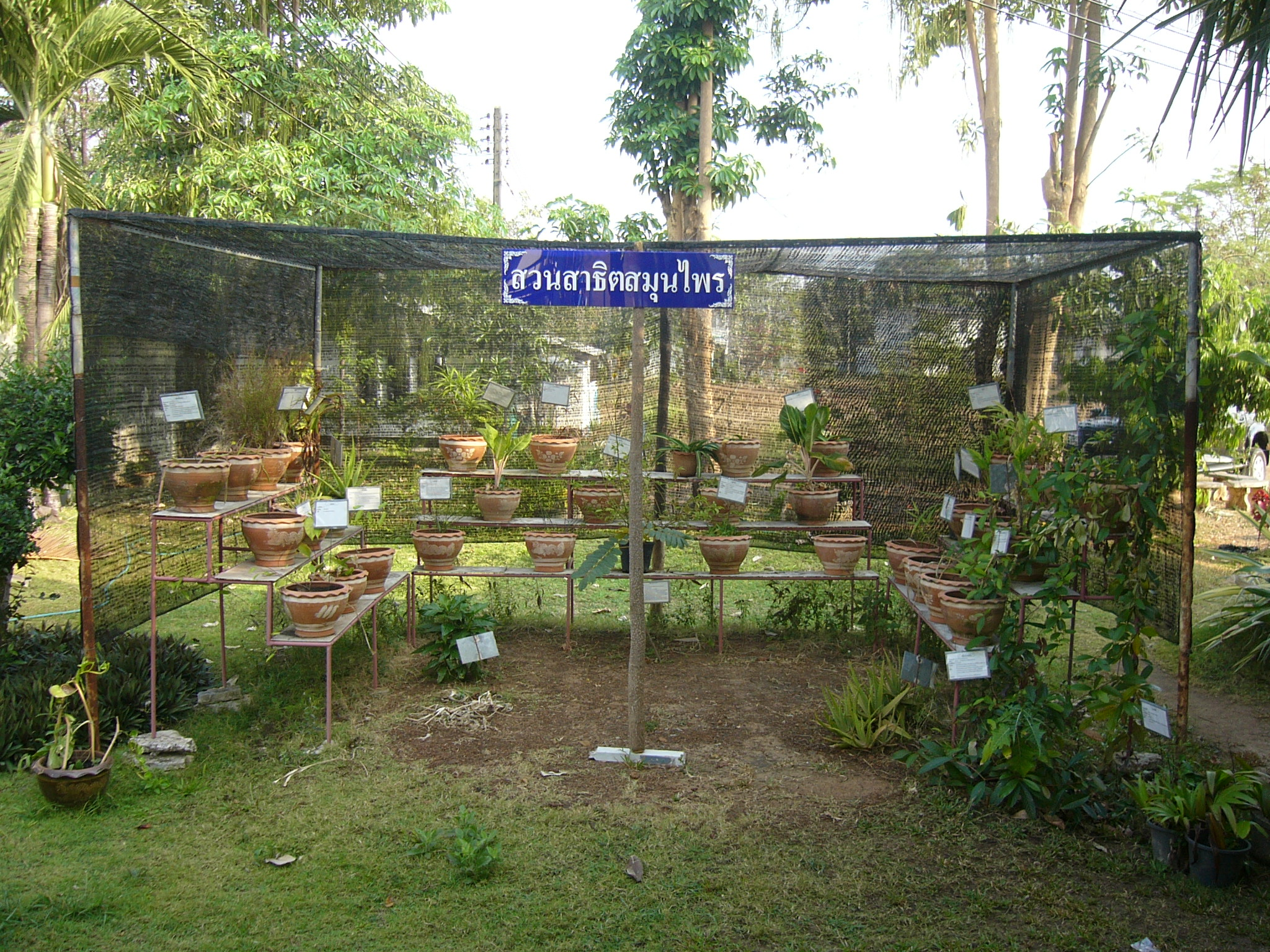
Kräutergarten mit Heilpflanzen in Thailand

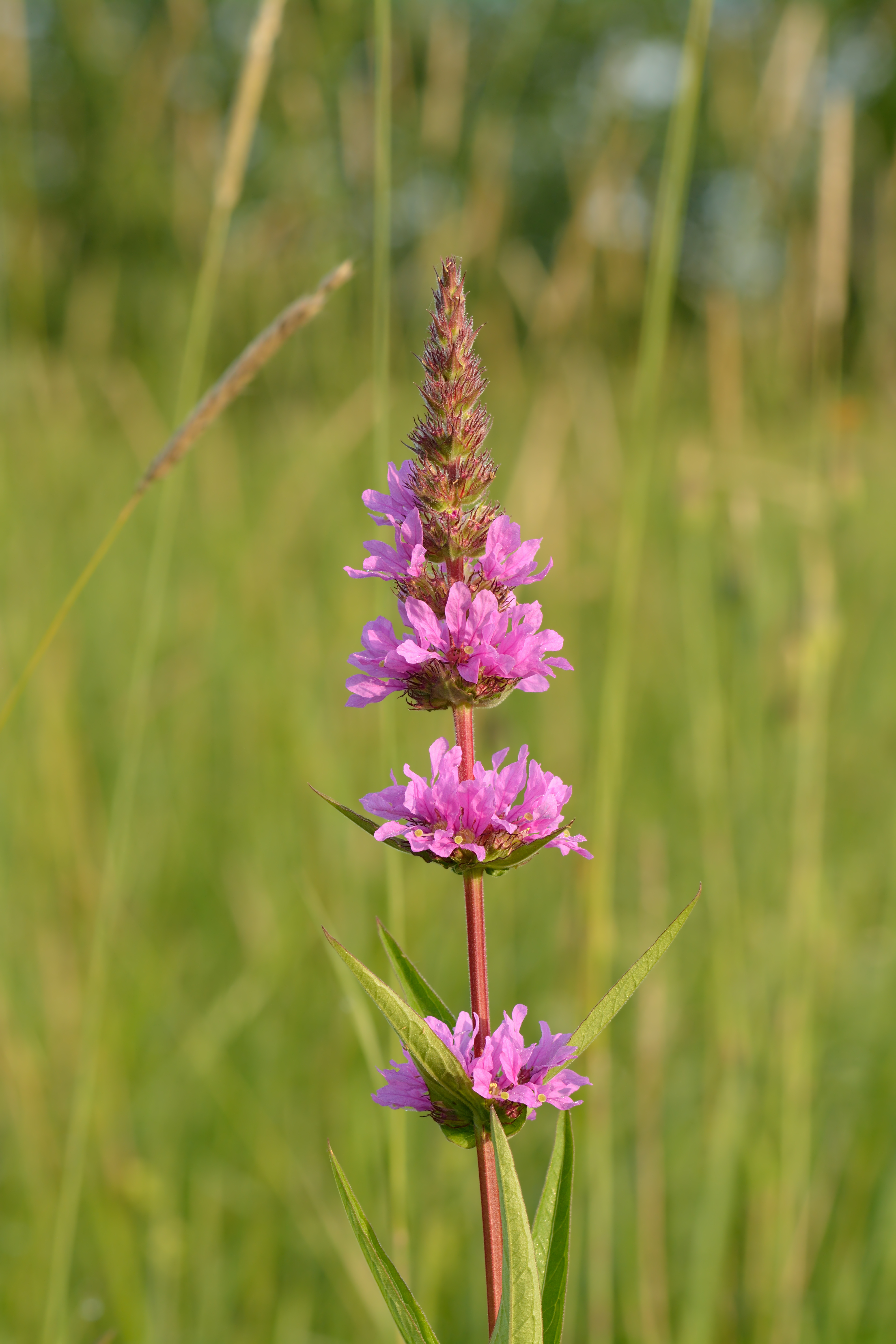
Lythrum salicaria

Eine Heilpflanze ist eine Nutzpflanze, die zu Heilzwecken oder als Arzneipflanze zur Linderung und Vorbeugung von Krankheiten innerlich oder äußerlich verwendet wird. Sie kann als Rohstoff für Phytopharmaka in unterschiedlichen Formen, aber auch für Teezubereitungen, Badezusätze und Kosmetika verwendet werden.
Insbesondere bei krautigen Heilpflanzen ist auch die Bezeichnung Heilkraut (Mehrzahl Heilkräuter) üblich. Viele Heilpflanzen sind zugleich Giftpflanzen, je nach Konzentration der Wirkstoffe in der Pflanze. Vor allem Pflanzen mit kräftigem Geruch und bitterem Geschmack wurden seit frühester Zeit als wirksame Heilpflanzen angesehen.
Die Behandlung mit Heilpflanzen wird als Phytotherapie bezeichnet.

## Begriffsklärung
In der Heilpflanzenkunde (Phytopharmakognosie) unterscheidet man folgende Begriffe:
- Eine Heilpflanze ist eine Pflanze, die für medizinische Zwecke verwendet werden kann.
- Pflanzliche Drogen sind rohe oder zubereitete Pflanzenteile, die zur Herstellung von Arzneimitteln verwendet werden.
- Ein Phytopharmakon ist ein Fertigarzneimittel, das aus einer oder mehreren Heilpflanzen gewonnen wird.
- Ein phytogener Arzneistoff ist ein Arzneistoff (medizinischer Wirkstoff) aus Bestandteilen von Pflanzen (siehe auch Biogene Arzneistoffe).

„Heilpflanze“ ist dabei ein funktioneller Begriff, der nur nach dem Zweck verwendet wird, ungeachtet der botanischen Zugehörigkeit oder der Wuchsform. Jede Pflanze, für die der pharmazeutischen Biologie eine entsprechende Anwendung als Medikament bekannt ist, kann als Heilpflanze bezeichnet werden. Gelegentlich werden auch Pilze, Flechten und Algen zu den Heilpflanzen gezählt.
Es gibt vielfältige Formen von Drogen aus Heilpflanzen: frische oder getrocknete Teile, Extrakte (mit Lösungsmittel), Dekokten (durch Kochen gewonnen), Mazerationen (durch Kaltauszug gewonnen) usw. Ursprünglich stand die Trocknung im Vordergrund: Das Wort Droge stammt wahrscheinlich von niederländisch droog „trocken“ ab.
Manche Pflanzen, die ursprünglich wichtige Heilkräuter waren, werden heute als Genussmittel verwendet (etwa Tee, Kaffee oder Tabak) oder als Küchenkräuter (Gewürzkräuter, z. B. Pfeffer, Zimt, Basilikum) oder als schlichte Nahrungsmittel (Apfel, Zitrusfrüchte).

## Geschichte

### Ursprünge
Da die medizinische Wirkung von Pflanzen auch von Tieren, wie Menschenaffen, Schafen, Blaumeisen und Monarchfaltern instinktiv benutzt wird, dürften Heilpflanzen schon bei den frühen Vertretern der Gattung Homo Anwendung gefunden haben.
Der Mann vom Tisenjoch, allgemein bekannt als Ötzi, eine etwa 5300 Jahre alte Gletschermumie aus der ausgehenden Jungsteinzeit (Neolithikum) bzw. der Kupferzeit (Eneolithikum, Chalkolithikum), führte Birkenporlinge vermutlich als Heilmittel mit sich.
Alle in den letzten 200 Jahren aufgefundenen und erforschten oder wenigstens beschriebenen Stämme von Jägern und Sammlern wenden bei medizinischen Problemen auch Pflanzen zur Heilung an.

### Altertum
Die Nutzung von Pflanzen mit der Absicht der Heilung lässt sich bereits in frühesten Schichten babylonischer, altägyptischer, indischer (Hymnen des Rig Veda) oder chinesischer Texte nachweisen, aber auch der ausdrückliche Anbau von Heilkräutern. Das bekannteste Zeugnis dieser ältesten Aufzeichnungen medizinischer Bemühungen mit zahlreichen Beispielen für Heilpflanzen und deren Anwendung ist der Papyrus Ebers, der im 16. Jahrhundert v. Chr. in Ägypten verfasst wurde. (In Ägypten wurde gemäß Alexander Tschirch bereits um 2000 v. Chr. bei der Arzneidrogenerzeugung zwischen frischen, an der Sonne und im Schatten getrockneten Arzneipflanzen unterschieden.)
Aristoteles (* 384 v. Chr.; † 322 v. Chr.) und Theophrast (* um 371 v. Chr.; † um 287 v. Chr.) beschrieben medizinische Pflanzenanwendungen und auch die Hippokratiker führten therapeutische Eigenschaften von Pflanzen auf.
Der Grieche Dioskurides beschrieb im 1. Jahrhundert zahlreiche (etwa 600) Heilpflanzen und deren Anwendungen sowie einen der ältesten zusammenhängenden Texte zum Einsammeln und Aufbewahren von Heilpflanzen. So sollen (wie noch gültig) Wurzel und Rhizome im Herbst (nach Abschluss aller Wachstumsprozesse), Blätter und Zweigspitzen, bevor Frucht und Samen zu reifen beginnen (wenn die Photosyntheserate ihr Optimum erreicht hat), Blüten kurz vor oder zur Zeit der Bestäubung, Früchte kurz vor oder nach dem Reifungsprozess und Samen wenn er ausgereift ist, aber noch nicht ausfällt, geerntet werden. Seine genauen, in fünf Bücher (griechisch ὑλικά) aufgeteilten Pflanzenbeschreibungen wurden, insbesondere von arabischsprachigen Autoren, bis in die Neuzeit benutzt. Zuvor verfassten Diokles von Karystos (im 4. Jahrhundert v. Chr.) und Krateuas (im 1. Jahrhundert v. Chr.) vergleichbare Werke (Kräuterbücher). Im Gegensatz zu den eher (natur)philosophisch geprägten Betrachtungen etwa des Aristoteles stellte Dioskurides in seiner um das Jahr 60 entstandenen Materia medica den Nutzen und die genaue Beschreibung unter anderem der Pflanzen in den Vordergrund und ist mit einem etwa 512 verfassten Manuskript die erste noch erhaltene abendländische Abhandlung über Heilpflanzen. Die 77 n. Chr. entstandene Naturgeschichte des Plinius zählt etwa 1000 Heilpflanzen auf, Galenos 473 pflanzliche Heilmittel.

### Mittelalter und Neuzeit

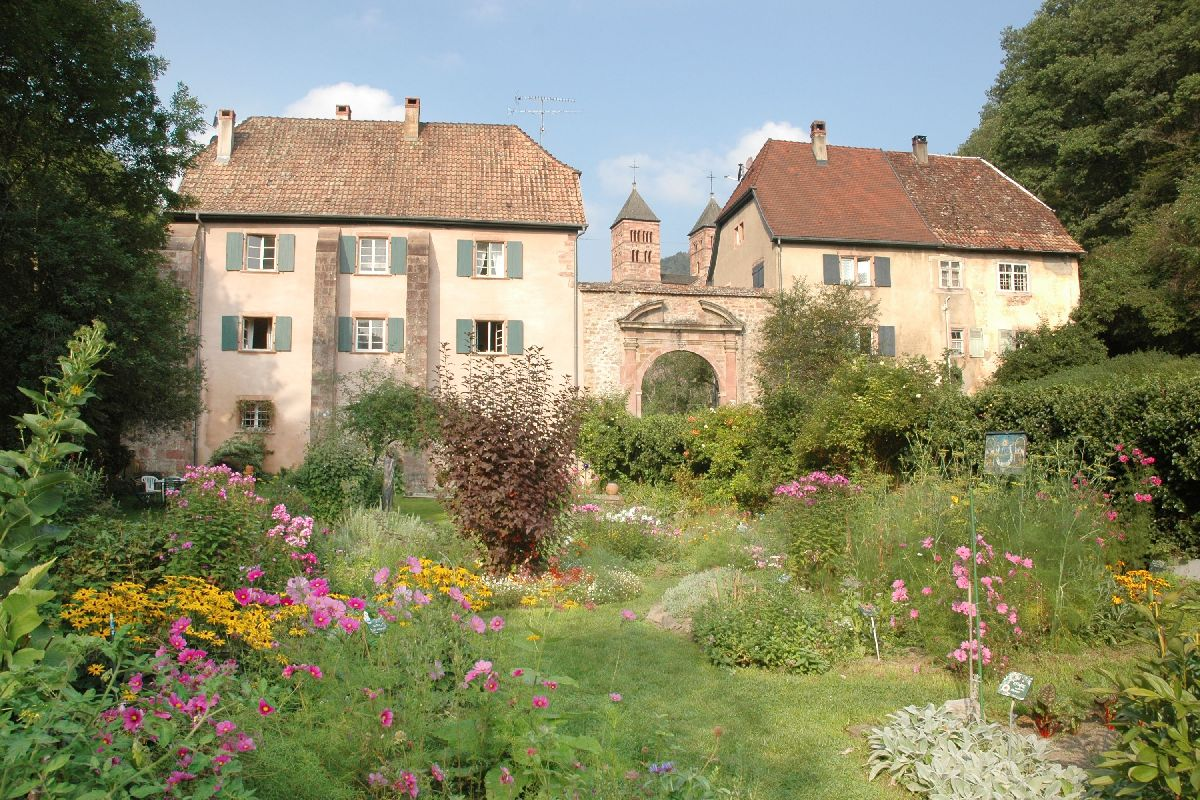
Garten des Klosters Murbach im Elsass

Auch in der Heilkunde des germanisch-keltischen Altertums und dem der Antike folgenden frühen Mittelalter gab es Kenntnisse der heimatlichen Heilpflanzen. Während des Mittelalters erfolgte der Anbau (vgl. die Landgüterverordnung Karls des Großen), die Beschreibung und Anwendung von Heilpflanzen vor allem durch Klostermönche (siehe Klostermedizin). Der Zusammenhang zwischen Nahrung und Arznei wurde insbesondere in der orientalischen Heilkunst schon früh erkannt, und dementsprechend finden sich zahlreiche Hinweise in den Medizinbüchern des Orients, etwa bei Ibn Sina (Avicenna) um 1000 n. Chr. Der spanisch-arabische Arzt und Botaniker Abu Muhammad ibn al-Baitar beschrieb um 1230 im Kitab al-gami über 1400 pflanzliche Heilmittel und ihre Rezepturen.
Paracelsus (1493–1541) erkannte: „Alle Dinge sind Gift und nichts ohne Gift; allein die Dosis macht, dass ein Ding kein Gift ist.“ Leonhard Fuchs veröffentlichte 1543 mit dem New Kreüterbuch eines der wichtigsten Kräuterbücher in deutscher Sprache, das zahlreiche Arzneipflanzen abbildet und ihre Wirkung beschreibt.
Zu den Wegbereitern der modernen Phytotherapie gehören auch die Bücher des Schweizer „Kräuterpfarrers“ Johann Künzle (1857–1945). Als Begründer der wissenschaftlichen Pflanzenheilkunde gilt Rudolf Fritz Weiss (1895–1991).

### Gegenwart

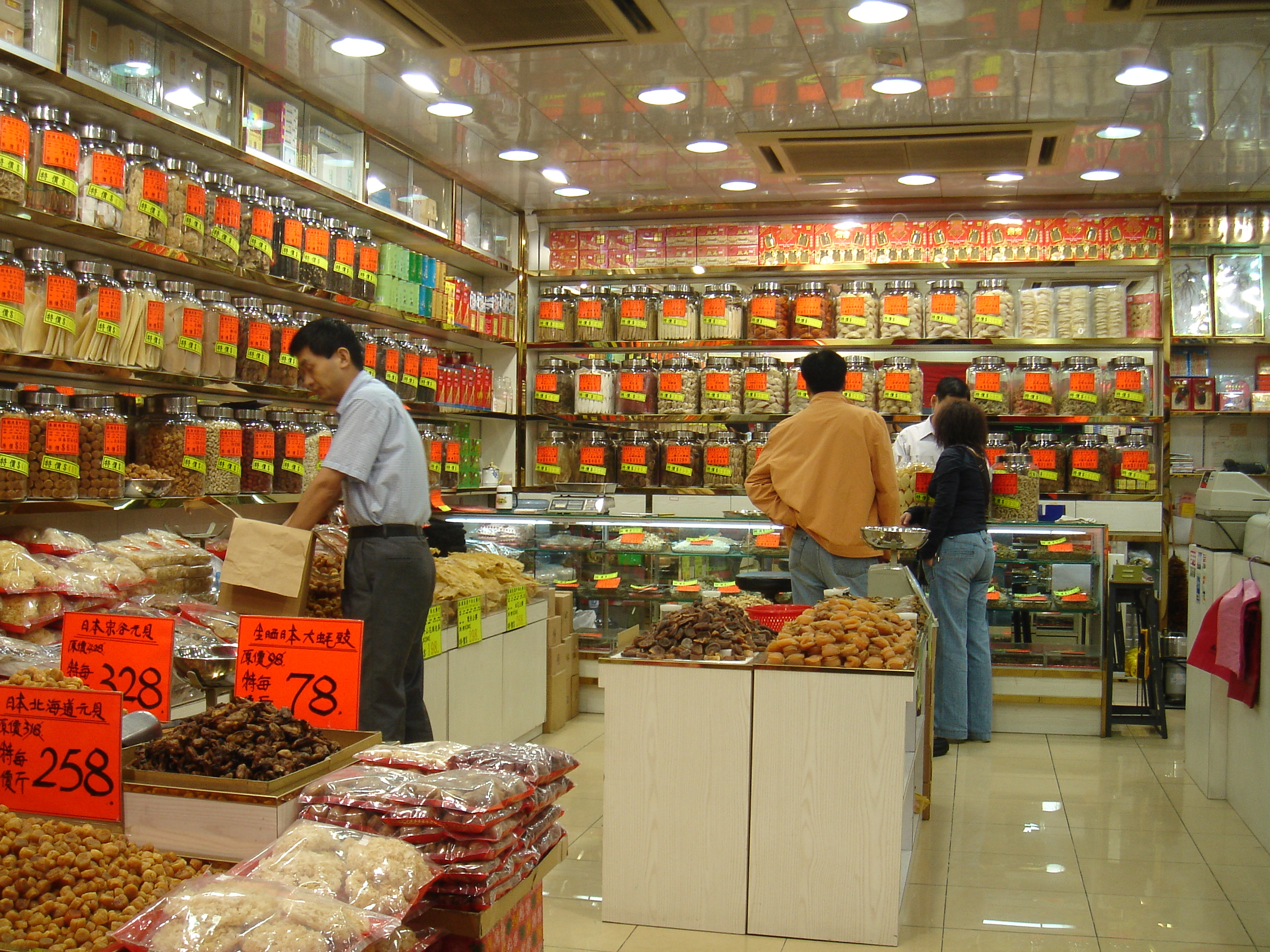
Laden mit Produkten für die traditionelle chinesische Medizin (Hongkong), überwiegend werden Heilpflanzen verwendet

Es werden Heilpflanzen im Rahmen der Phytotherapie verwendet, in manchen europäischen Ländern sowie den USA spielen sie durch das Aufkommen von chemisch synthetisierten und definierten Wirkstoffen nur eine geringe Rolle. Andererseits ist die pharmazeutische Industrie und die Pharmakologie zu der Erkenntnis gelangt, dass die Vielfalt der sekundären Pflanzenstoffe ein enormes Reservoir für neue, hochpotente Medikamente darstellt. Gerade die kaum erforschte und katalogisierte Flora der tropischen Urwälder und die in der traditionellen chinesischen Medizin (TCM) sowie der indischen Medizin Ayurveda verwendeten Pflanzen bergen in dieser Hinsicht ein sehr großes Potenzial.
Während das Sammeln von Heilkräutern in früheren Zeiten Grundbestandteil einer Subsistenzwirtschaft war, wird weltweit bis heute insbesondere in wirtschaftlich schlechter Lage auf die Verwendung von Heilpflanzen als Arzneimittel zurückgegriffen. Auch die Bewegung des biologischen Landbaus hat Heilkräuter wieder populär gemacht.
Heilpflanzen für den pharmazeutischen Bedarf in Apotheken werden unter möglichst kontrollierten Bedingungen angebaut. Sie werden aber auch wild wachsend gesammelt oder im Hausgarten angepflanzt, um als Hausmittel vorbeugend oder bei Krankheiten zur Verfügung zu stehen. Die gebräuchlichste Verwendungsform ist wohl der Heiltee.

## Wirtschaftliche Bedeutung
Auch Heilpflanzen werden zu den nachwachsenden Rohstoffen gezählt, da ihre Verwendung außerhalb des Nahrungs- und Futtermittelbereichs stattfindet. Zusammen mit Färberpflanzen beträgt die Anbaufläche in Deutschland rund 12.000 ha (ca. 0,5 % der Gesamtanbaufläche für nachwachsende Rohstoffe). Etwa 90 % der in Deutschland verwendeten Heilpflanzen werden importiert. Heilpflanzen stammen allerdings nur zu 30 % aus Anbau und zu etwa 70 % aus Wildsammlungen. Von den etwa 440 heimischen Heilpflanzen werden in Deutschland ca. 75 Arten angebaut, wobei allein 24 Arten 92 % des Angebots ausmachen. Hauptanbaugebiete in Deutschland sind Thüringen (Erfurter Becken), Bayern (Oberbayern, Erdinger Moos, Mittelfranken), Sachsen (Lößgebiete Mittelsachsens), Sachsen-Anhalt (Mitteldeutsches Trockengebiet) und Ostfriesland.

## Wirkungen

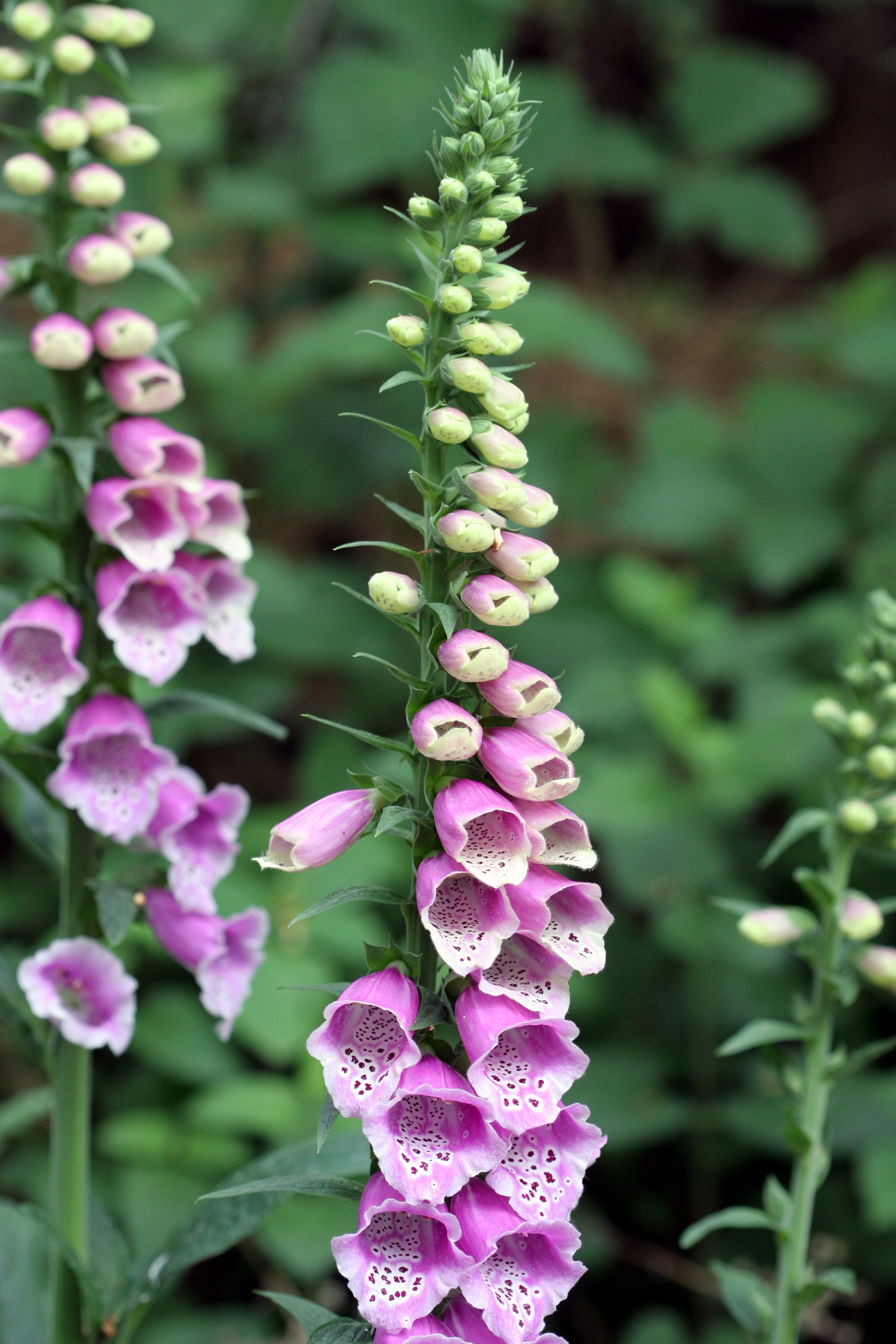
Aus dem Roten Fingerhut (Digitalis purpurea) werden Herzglykoside gewonnen

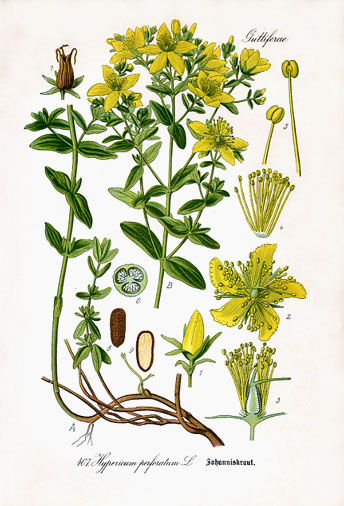
Echtes Johanniskraut (Hypericum perforatum) wird als leichtes bis mittelstarkes Antidepressivum verwendet

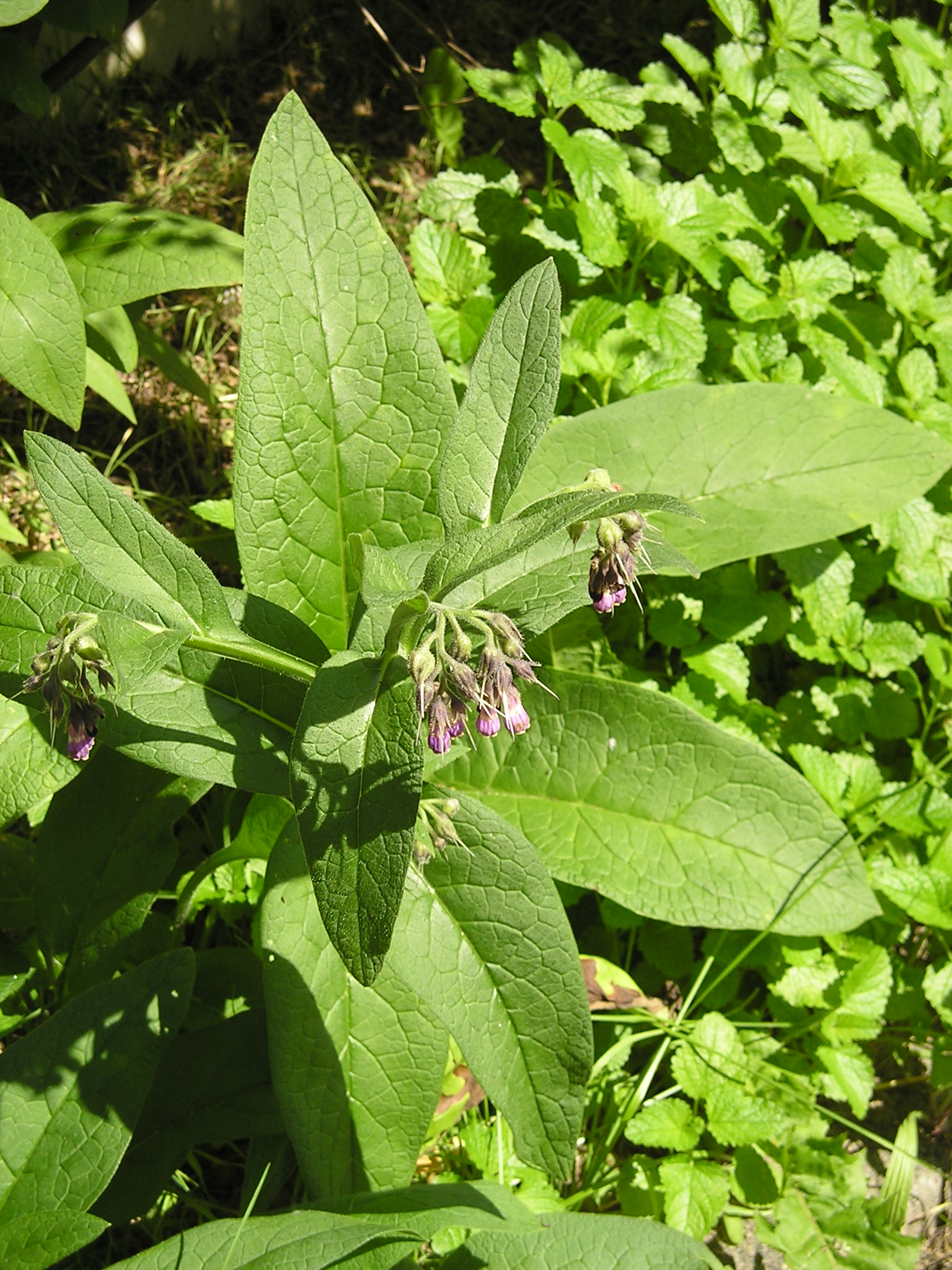
Echter Beinwell (Symphytum officinale) wurde, wie der Name andeutet, früher unter anderem bei Knochenbrüchen angewendet

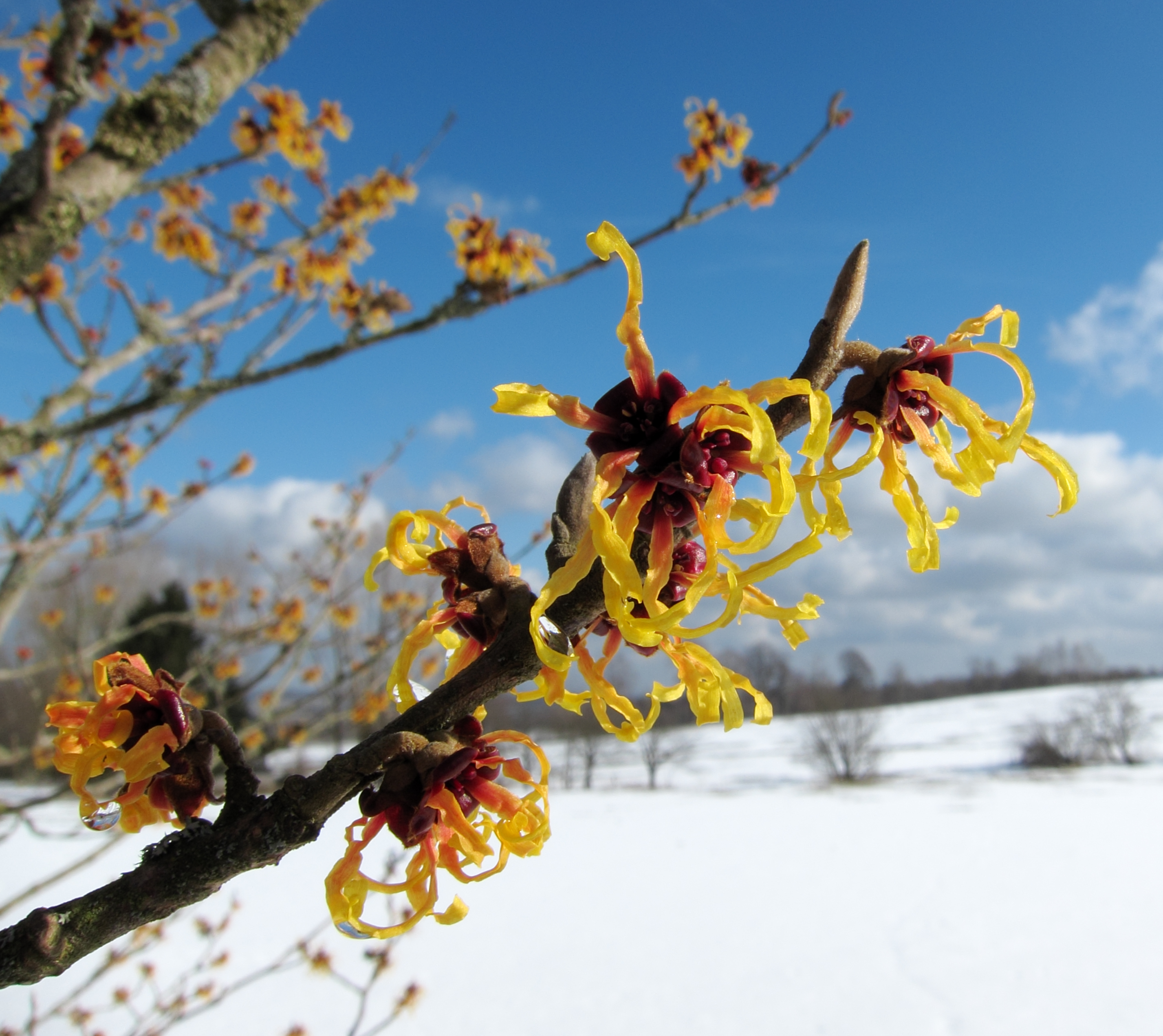
Die Zaubernuss (Hamamelis) wirkt unter anderem blutstillend

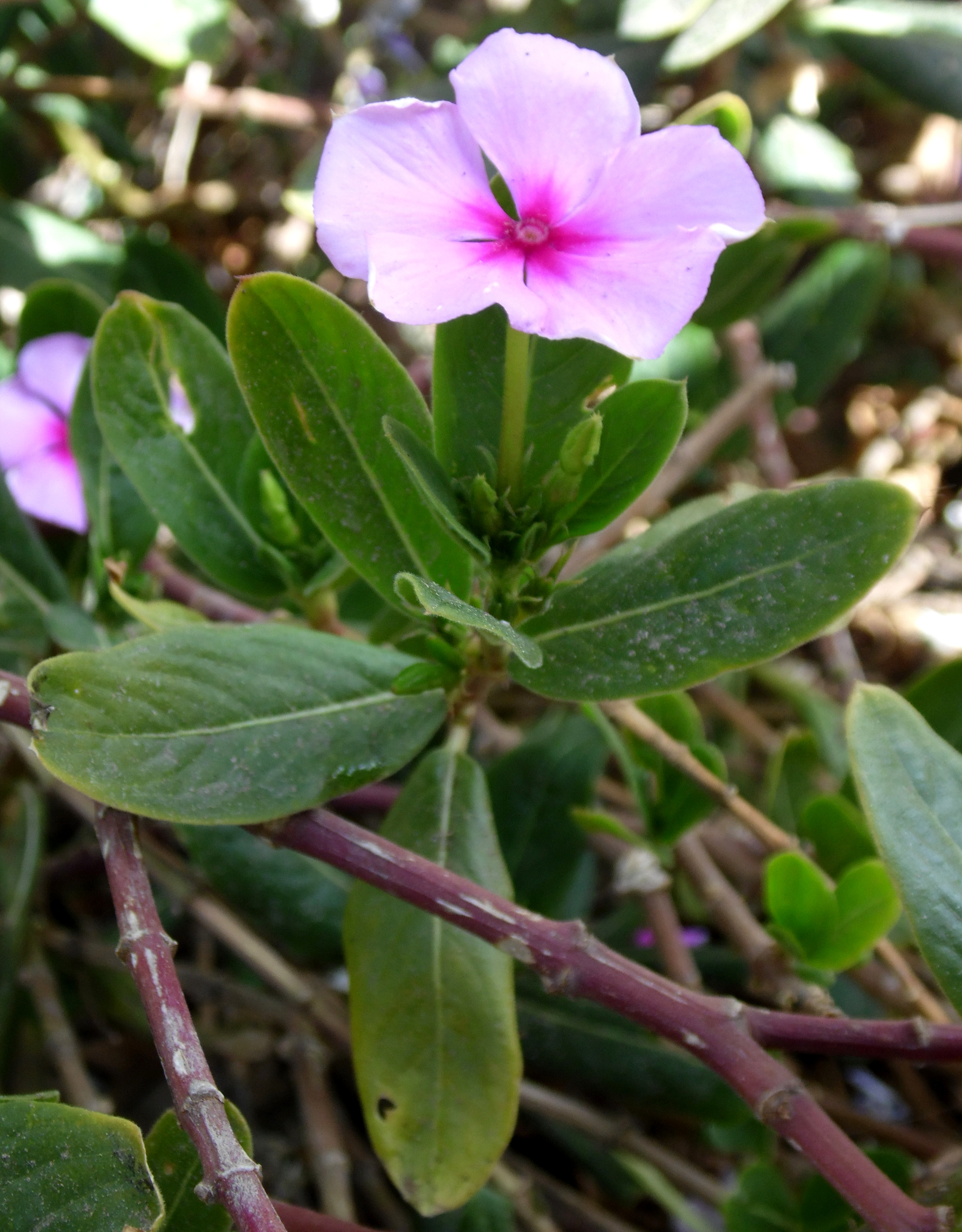
Das Madagaskar-Immergrün liefert Alkaloide für die Chemotherapie gegen Hodgkin-Lymphom und Prolymphozytenleukämie

Eine ganze Reihe von wirksamen Medikamenten stammt aus Pflanzen oder wurde aus pflanzlichen Stoffen weiterentwickelt. Diese genau untersuchten und als reiner Stoff dargestellten Pflanzeninhaltsstoffe werden von der Medizin benutzt, da ihre medizinische Wirksamkeit nachgewiesen ist. Das Pflanzenreich besitzt extrem starke Gifte, die in entsprechenden Verdünnungen und teilweise als chemisch veredelte Stoffe insbesondere bei Herzbeschwerden und als Narkotika in der evidenzbasierten Medizin Verwendung finden. Beispiele sind der Rote Fingerhut mit seinen Herzglykosiden sowie der Schlafmohn beziehungsweise dessen Opiate. Zu großen Teilen werden Pflanzen auch als unterstützende Therapeutika eingesetzt.
Heilpflanzen enthalten zumeist eine Vielzahl von Stoffen, die unterschiedliche, auch entgegengesetzte, Effekte haben können. Ein weiterer Nachteil gegenüber synthetisch hergestellten Medikamenten ist, dass der Wirkstoffgehalt aufgrund klimatischer, regionaler und verarbeitungsbedingter Umstände schwer zu standardisieren ist. So gibt es mitunter zwischen verschiedenen Herstellern und auch einzelnen Chargen eines Produktes starke Schwankungen in Dosis und Galenik. Drogen, die in Apotheken erhältlich sind, müssen allerdings den strengen Bestimmungen des jeweiligen staatlichen Arzneibuches (z. B. Deutsches Arzneibuch) entsprechen. Ihr Gehalt an Wirkstoffen ist also sichergestellt.
Dementsprechend bemühen sich die Züchter oft, soweit der oder die Wirkstoffe einer Heilpflanze bekannt sind, auf einen hohen Wirkstoffgehalt hin zu züchten. Für eine Reihe von pflanzlichen Medikamenten sind Mindestwirkstoffgehalte oder Bandbreiten vorgeschrieben oder vom Hersteller garantiert  (zum Beispiel für ein Kamillekonzentrat: normiert auf 50 mg Levomenol, standardisiert auf 150–300 mg ätherisches Öl und 150–300 mg Apigenin-7-glucosid je 100 g Auszug).
Einige traditionelle Heilpflanzen sind z. B. wegen erkannter schwerer Nebenwirkungen aus dem Arzneibuch gestrichen worden. Viele sind wirkungslos, andere wirken, sind aber durch besser wirksame synthetische Medikamente überholt. Teilweise kann bei individueller Unverträglichkeit des synthetischen Medikaments auf die pflanzliche Variante zurückgegriffen werden. Bei vielen Heilpflanzen ist die Wirksamkeit noch nicht untersucht, weil kein kommerzielles Interesse besteht bzw. von Staat und/oder Pharmaunternehmen keine entsprechenden Forschungsgelder bereitgestellt werden.
In den Jahren von 1984 bis 1994 hat die Kommission E des Bundesgesundheitsamtes wissenschaftliches und erfahrungsheilkundliches Material zu erwünschten und unerwünschten Wirkungen pflanzlicher Arzneidrogen in Monographien zusammengetragen. Auf europäischer Ebene wird diese Arbeit seit 2004 vom Ausschuss für pflanzliche Arzneimittel (Committee on Herbal Medicinal Products, HMPC) der Europäischen Arzneimittelagentur (European Medicines Agency, EMA) fortgesetzt. Daneben gibt es auf internationaler Ebene und ohne rechtliche Bindung auch die Monografien der European Scientific Cooperative on Phytotherapy (kurz ESCOP, seit 1989) und der Weltgesundheitsorganisation (World Health Organization, WHO).

## Beispiele für pflanzliche Drogen
Die Beispiele sind sortiert nach dem jeweils wirksamen Teil der Pflanze. Man unterscheidet volkstümliche Namen (Trivialnamen) und botanische Namen. Die lateinische Bezeichnung der pflanzlichen Droge wird aus dem botanischen Namen des verwendeten Pflanzenteils und dem botanischen Namen der verwendeten Pflanzenart zusammengesetzt.
- Cortex (Rinde):
 Chinarinde (Cinchonae cortex), Eichenrinde (Quercus cortex), Faulbaumrinde (Frangulae cortex), Seifenrinde (Quillaiae cortex), Weidenrinde (Salicis cortex), Zimtrinde (Cinnamomi cortex)
- Flos (Blüte):
 Lindenblüten (Tiliae flos), Kamillenblüten (Matricariae flos), Heublumen (Graminis flos), Holunderblüten (Sambuci flos), Cannabisblüten (Cannabis flos)
- Folium (Blatt):
 Erdbeerblätter (Fragariae folium), Spitzwegerichblätter (Plantaginis lanceolatae folium), Salbeiblätter (Salviae officinalis folium)
- Fructus (Früchte):
 Kümmel (Carvi fructus), Fenchel (Foeniculi fructus), Heidelbeeren (Myrtilli fructus)
- Herba (Kraut):
 Brennnesselkraut (Urticae herba), Tausendgüldenkraut (Centaurii herba), Wermutkraut (Absinthii herba), Schachtelhalmkraut (Equiseti herba)
- Radix (Wurzel):
 Baldrianwurzel (Valerianae radix), Enzianwurzel (Gentianae radix), Ginsengwurzel (Ginseng radix)
- Rhizoma (Wurzelstock):
 Ingwerwurzelstock (Zingiberis rhizoma), Veilchenwurzel (Iridis rhizoma), Tormentillwurzelstock (Tormentillae rhizoma), Curcumawurzelstock (Curcumae longae rhizoma)
- Semen (Samen):
 Kürbissamen (Cucurbitae semen), Leinsamen (Lini semen), Muskatnuss (Myristicae semen), Weiße Senfsamen (Erucae semen), Schwarze Senfsamen (Sinapis nigrae semen)

Daneben existieren noch zahlreich andere Begriffe, wie Stramentum (Stroh), Balsamum (Balsam), Pseudofructus. Die pharmazeutischen Bezeichnungen sind pflanzenmorphologisch gesehen manchmal etwas unpräzise, etwa Wurzelstock für Rhizom.

## Beispiele für pflanzliche Arzneistoffe
Zahlreiche Arzneistoffe werden auch heute direkt aus Pflanzen hergestellt oder zumindest naturidentisch (mit gleicher chemischer Struktur wie der in Pflanzen vorliegende Wirkstoff) synthetisiert. Teilweise sind dies hochwirksame oder in der nichtmedizinischen Anwendung hochgiftige Substanzen. Zu den Pflanzeninhaltsstoffen, die als isolierte Einzelsubstanz eingesetzt werden, gehören beispielsweise Colchicin, Paclitaxel und Morphin.
- Herzglykoside, etwa Digitalis aus verschiedenen Fingerhüten (Digitalis purpureae/lanatae folium) oder ähnliche Glykosoide aus dem Maiglöckchen und verwandten Arten (Flores/Herba/Radix convallariae)
- Atropin, z. B. aus Tollkirsche (Belladonna folii/fructae) als Antidot (Gegengift) bei Fliegenpilzvergiftung und anderen Anwendungen
- Pyrethrum, ein Insektizid (z. B. gegen Kopfläuse) aus Chrysanthemen der Gattung Tanacetum (Pyrethri flores, syn. Flores chrysanthemi, Flores tanaceti)
- Bestimmte Alkaloide aus der Rosafarbenen Catharanthe, die in der Chemotherapie verwendet werden.[29]
- Allicin, ein Diallylthiosulfinat, gebildet in beschädigtem Knoblauchgewebe Allium sativum und Rhodomyrton, ein Acylphlorogluzinol, aus Rhodomyrtus tomentosa zeigen antibakterielle Aktivitäten gegen ein breites Spektrum gramnegativer und grampositiver Bakterien.[30][31]

## Falschmeldungen über EU-Politik gegen Heilpflanzen
2010 wurde eine Petition an den Deutschen Bundestag gerichtet, die sich gegen ein angeblich drohendes Verbot von Heilpflanzen in der EU aussprach. Es handelte sich um ein Missverständnis. Die entsprechende Richtlinie THMPD (Traditional Herbal Medical Product Directive) war schon 2004 verabschiedet worden und enthält Zulassungsregeln für Naturheilmittel, die ein einfaches Registrierungsverfahren ermöglichen sollen. Sie gilt nicht für alternative Therapien und verbietet auch nicht irgendwelche Pflanzen oder Stoffe. Im April 2011 wurden im Internet erneut Falschmeldungen über ein angeblich drohendes Verbot verbreitet.
Im August 2013 riefen Initiatoren, die zunächst unbekannt waren, mit Bezug auf die EU-Verordnung 1924/2006/CE zur Unterzeichnung einer an das Europäische Parlament gerichteten Petition „Grundrecht auf Gesundheit“ auf und vermittelten wiederum den Eindruck, es drohe ein Verbot von Naturheilmitteln. Die Verordnung war jedoch schon seit 2006 in Kraft. Sie betrifft auch nur Lebensmittel und keine Naturheilmittel oder sonstige Arzneimittel. Die Carstens-Stiftung (Fördergemeinschaft Natur und Medizin) und die Hufelandgesellschaft (Dachverband der Ärztegesellschaften für Naturheilkunde und Komplementärmedizin) reagierten mit Richtigstellungen und Kritik an der Aktion. Die Hufelandgesellschaft verurteilte den Aufruf als „manipulativ“ und als Missbrauch des Interesses an Naturheilmitteln.